# Багдасарян, Гагик Аршавирович
Гагик Аршавирович Багдасарян (арм. Գագիկ Բաղդասարյան, 10 января 1945, Ереван) — армянский дипломат. Имеет ранг чрезвычайного и полномочного посла. Кандидат технических наук.
- 1951—1961 — средняя школа № 55 им. А.П.Чехова (г. Ереван).
- 1961—1966 — факультет «Автоматика и вычислительная техника» Ереванского политехнического института.
- 1966—1968 — сотрудник вычислительного центра Академии наук Армянской ССР.
- 1968—1972 — аспирант института проблем управления Академии наук Армянской ССР.
- 1972—1975 — сотрудник вычислительного центра министерства лёгкой промышленности Армянской ССР.
- 1975—1992 — старший преподаватель, доцент, заведующий кафедрой «Алгоритмические языки и программирование» Ереванского политехнического института.
- 1980—1981 — стажировка в институте электроники Флорентийского университета.
- 1992—1994 — учредитель и директор издательства «Коссу» и культурного центра «Туманян-Данте» (г. Ереван).
- 1994—1995 — сотрудник Министерства иностранных дел Армении.
- 1995—1999 — временный поверенный в делах Армении в Италии.
- 1999—2005 — чрезвычайный и полномочный посол Армении в Италии.
- 2005—2006 — советник министра иностранных дел Армении.
- С 2006 — генеральный директор ООО «Аренерджи».

Автор более 40 научных работ и около 30 переводов художественной литературы и поэзии с итальянского языка на армянский. 
Имеет родного брата Норайра, который проживает в России